# Insomniac (그린 데이의 음반)
《Insomniac》은 1995년에 발매된 그린 데이의 네 번째 정규 음반이다. 미국에서 2위에 오르고, 2x 플래티넘을 인증 받았으나, 지난 음반 《Dookie》만큼 성공적이거나 인기를 끌지는 못 하였다. 또한 《Dookie》의 〈Longview〉나 〈Basket Case〉와 같이 큰 히트를 친 싱글도 나오지 않았다.

## 트랙 목록
1. 〈Armatage Shanks〉
2. 〈Brat〉
3. 〈Stuck with Me〉
4. 〈Geek Stink Breath〉
5. 〈No Pride〉
6. 〈Bab's Uvula Who?〉
7. 〈86〉
8. 〈Panic Song〉
9. 〈Stuart and the Ave.〉
10. 〈Brain Stew〉
11. 〈Jaded〉
12. 〈Westbound Sign〉
13. 〈Tight Wad Hill〉
14. 〈Walking Contradiction〉

## 싱글
- 〈Geek Stink Breath〉(1995년)
- 〈Stuck with Me〉(1995년)
- 〈Brain Stew/Jaded〉(1996년)